# Krystyna Łukaszuk
Krystyna Łukaszuk (ur. 25 kwietnia 1949 w Białymstoku) – polska działaczka związkowa, urzędnik państwowy, wojewoda białostocki (1997–1998) i podlaski (1999–2001).

## Życiorys
Uczęszczała do Zespołu Szkół Budowlano-Geodezyjnych w Białymstoku. Ukończyła studia wyższe w zakresie inżynierii budownictwa. Pracowała w Polskich Kolejach Państwowych, na początku lat 80. zaangażowała się w działalność NSZZ „Solidarność” w PKP. Od 1992 do 1993 była zastępcą dyrektora wydziału w urzędzie wojewódzkim, następnie została zatrudniona w zarządzie regionu „Solidarności”.
W 1997 z rekomendacji NSZZ „S” i AWS objęła funkcję wojewody białostockiego. Po reformie administracyjnej 1 stycznia 1999 została wojewodą podlaskim, urząd ten pełniła do jesieni 2001.
Została później trenerem Regionalnego Ośrodka Europejskiego Funduszu Społecznego w Białymstoku.
W 2020 odznaczona Krzyżem Wolności i Solidarności.